# Seneca Falls
Seneca Falls es un pueblo ubicado en el condado de Seneca en el estado estadounidense de Nueva York. En el año 2000 tenía una población de 9.347 habitantes y una densidad poblacional de 149 personas por km².

## Geografía
Seneca Falls se encuentra ubicado en las coordenadas 42°54′36″N 76°47′57″O / 42.91000, -76.79917.

## Demografía
Según la Oficina del Censo en 2000 los ingresos medios por hogar en la localidad eran de $37,245, y los ingresos medios por familia eran $48,565. Los hombres tenían unos ingresos medios de $36,631 frente a los $25,094 para las mujeres. La renta per cápita para la localidad era de $18,462. Alrededor del 13.2% de la población estaban por debajo del umbral de pobreza.